# Década de 1530 a.C.

## Eventos
- 1532 a.C.: Cranau, rei de Atenas,[1] sucessor de Cécrope. Ele reinou por nove anos.[2]
- 1532 a.C.: Netuno leva Marte a julgamento pela morte de seu filho Hallirothius, que Marte havia matado. O local onde houve o julgamento passou a se chamar Areópago.[1] O filho de Netuno havia deflorado [Nota 1] a filha de Marte, Alcipe.[2]